# Rokosowo (województwo zachodniopomorskie)
Rokosowo (niem. Rogzow) – wieś w Polsce położona w województwie zachodniopomorskim, w powiecie świdwińskim, w gminie Sławoborze.
W miejscowości działało Państwowe Gospodarstwo Rolne Rokosowo.

## Zabytkowy kościół

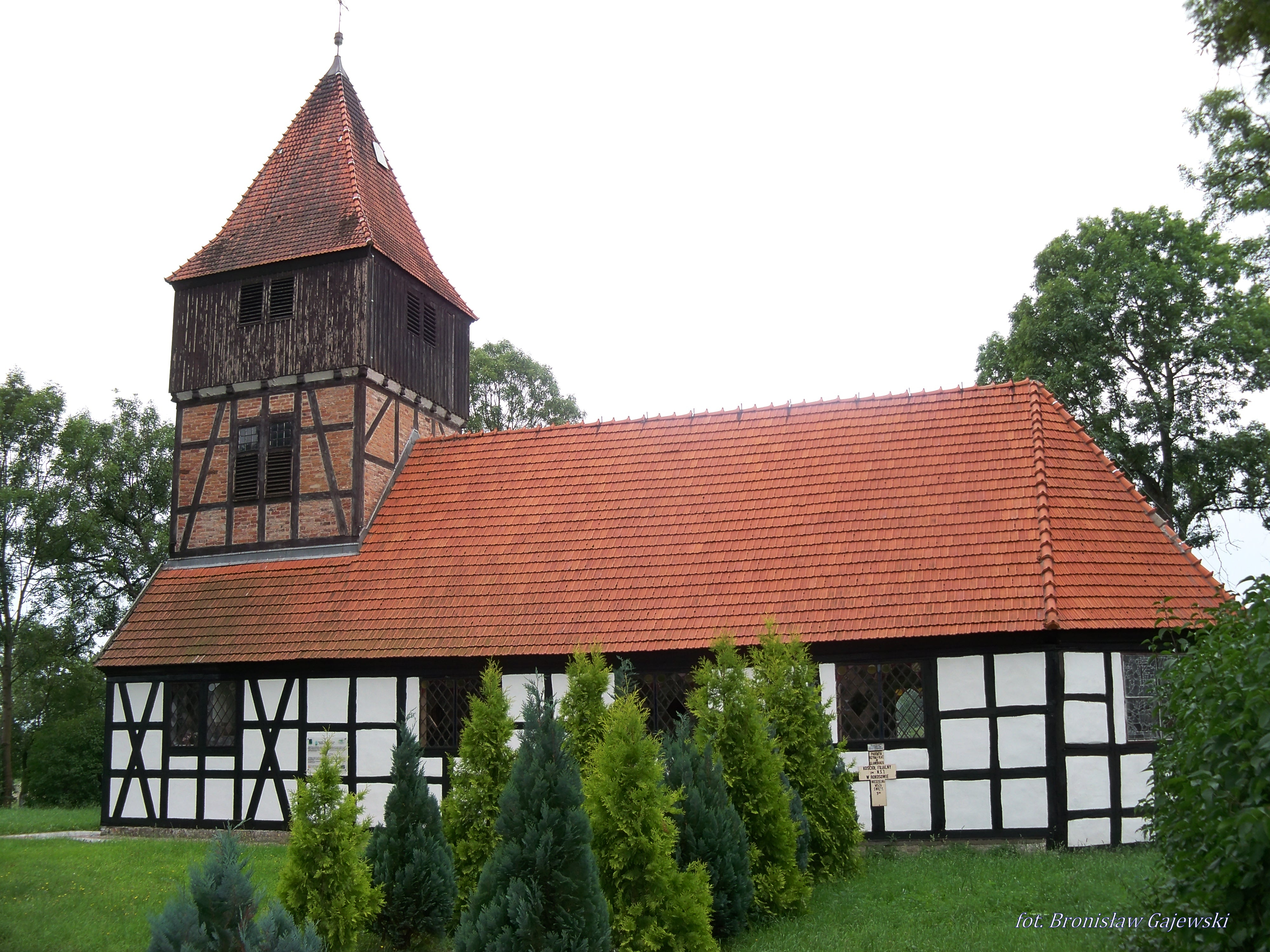
zabytkowy kościół w Rokosowie.

We wsi znajduje się zabytkowy, szachulcowy kościół z XVIII w. (nr rej. 197 z 1.07.1959 r.), pw. N.S.J., filia parafii w Sławoborzu. Posiada cechy barokowe, trójbocznie zamknięty, z wieżą podwyższoną hełmem piramidalnym, obecnie cerkiew greckokatolicka.

Zobacz też: Rokosowo